# NGC 175
NGC 175 je galaksija u zviježđu Kit.

## Vanjske poveznice
- SEDS: NGC 0175